# Gudrun Klinker
Gudrun Johanna Klinker (* 15. Februar 1958 als Gudrun Johanna Rekers in Fürstenau) ist eine deutsche Informatikerin und leitet als Universitätsprofessorin die „Forschungsgruppe Augmented Reality“ (FAR) am „Lehrstuhl für Informatikanwendungen in der Medizin & Augmented Reality“ in der Fakultät für Informatik der Technischen Universität München.

## Werdegang
Klinker wuchs in Spelle auf und studierte nach ihrem Abitur am Emsland-Gymnasium zunächst bis zum Vordiplom an der Friedrich-Alexander-Universität Erlangen-Nürnberg und erwarb 1982 ihren Abschluss als Diplom-Informatikerin an der Universität Hamburg. Anschließend war sie nach einer einjährigen Anstellung als wissenschaftliche Mitarbeiterin im „Arbeitsbereich Kognitive Systeme“ (KOGS-Labor) der Fakultät für Informatik an der Universität Hamburg als Doktorandin an der Carnegie Mellon University tätig, wo sie 1988 mit einer Dissertation über „A Physical Approach to Color Image Understanding“ bei Takeo Kanade zum Ph.D. in Computer Science promoviert wurde.
Nach ihrer Promotion gehörte Klinker bis 1994 zum Forschungsteam im Cambridge Research Lab der Digital Equipment Corporation. Anschließend forschte sie bis 1996 beim European Computer-Industry Research Center in München. Von 1996 bis 1998 war sie wissenschaftliche Leiterin der Fraunhofer „Projektgruppe für Augmented Reality“ am „Zentrum für Foren in der Grafischen Datenverarbeitung“ (ZGDV) in München und Darmstadt. Nach einer zweijährigen freiberuflichen Tätigkeit als Spezialistin und Beraterin für Augmented Reality folgte sie im Mai 2000 dem Ruf auf eine Professur für Augmented Reality an der TU München.
Die Forschungsschwerpunkte von Gudrun Klinker liegen in den Bereichen optische Abtastung („Sensing“), Ubiquitous Tracking (Sensor Fusion), dreidimensionale Informationsdarstellung, dreidimensionale Interaktion, Mensch-Computer-Interaktion in Kraftfahrzeugen, Multitouch Displays, Systemarchitekturen für allgegenwärtige Augmented Reality sowie industrielle Nutzung von Augmented Reality.
An der TU München bearbeitete Klinker zahlreiche Forschungsprojekte des Landes und Bundes sowie der Industrie, wie z. B.:
- die Augmented Reality Unterstützung beim Design neuer Autos mit BMW (Projekt Fata Morgana).[2]
- Entwicklung einer „intelligenten Bolzenschweißpistole“ mit BMW, bei der auf einem Display an der Pistole dreidimensionale Bolzenpositionen ortsabhängig dargestellt werden (Projekte PAARTI und PAARTI-Pro).
- optisch basiertes multiokulares Benutzer-Tracking ohne Marker für Augmented Reality mit Siemens Corporate Research in Princeton[3]
- Mensch-Maschine-Interaktion im Kraftfahrzeug mit BMW und der LMU (Projekt TUMMIC)
- Benutzerverfolgung für Augmented Reality in Dynamischen Netzwerken (Projekt DySenNetz (Dynamic Sensor Networks))

## Auszeichnungen
- Robert-Sauer-Preis der Bayerischen Akademie der Wissenschaften (Dezember 2010)[4]
- ISMAR 10 Years Lasting Impact Award 2014 in Anerkennung für wichtige Beiträge zum „International Symposium in Mixed and Augmented Reality“ (ISMAR) zwischen 1998 und 2004[5]

## Publikationen (Auszug)
- A Physical Approach to Color Image Understanding. (Dissertation) Taylor & Francis 1993 ISBN 978-1-56881-013-3
- mit Reinhold Behringer, David W. Mizell: Augmented reality: placing artificial objects in real scenes A K Peters 1999 ISBN 978-1-56881-098-0 (eingeschränkte Vorschau)